# Alónissos
Alónissos é uma ilha no Mar Egeu e pertence ao complexo norte Espórades, Grécia com uma área total de 64,5 quilômetros quadrados. Fica 3 km a leste da ilha Escíatos. Alónissos é também o nome da principal localidade da ilha, e do município respetivo. 

## Geografia
A ilha é principalmente de calcário. Está localizado a leste da Grécia continental e Magnésia, a nordeste de Eubeia e a noroeste da ilha de Esquiro.
As praias da ilha estão localizadas principalmente na parte sul da ilha coberta de pinheiros. Os mais famosos são Votsi, a Maçã Dourada, o Kokkinokastro, Georgios Gialos, Muro Estreito, Gerakas, Marpountas, São Pedro e São Dimitrios.

## A ilha

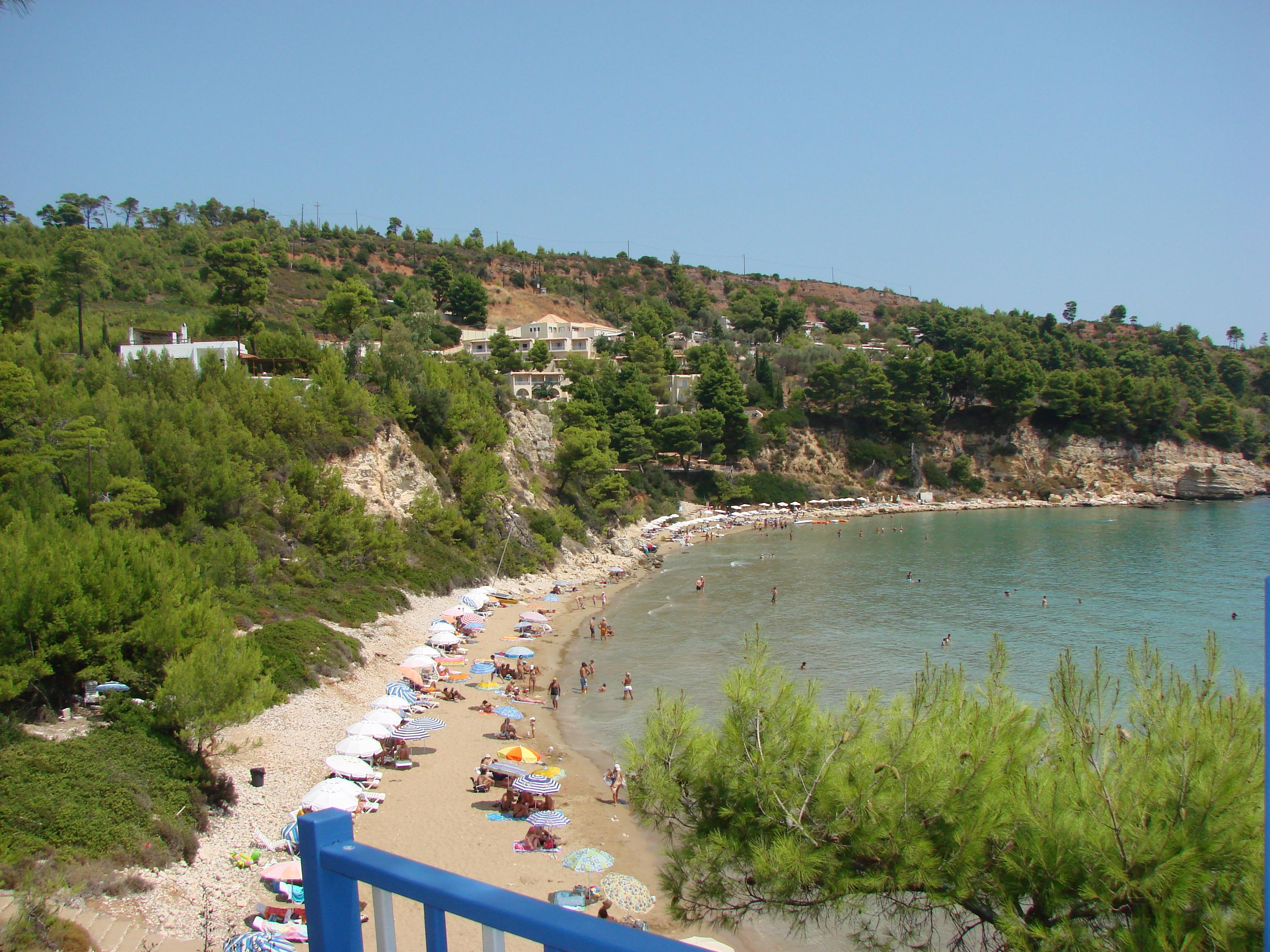
Praia de areia em Alónissos

Alónissos é a terceira maior ilha das Espórades. Durante a época não turística, de outubro até e em meados de maio, os ilhéus estão envolvidos na pesca costeira, pecuária, construção civil e agricultura tradicional como azeitonas e vinhas, utilizando as vantagens e materiais do solo recursos da área.
As residências de Alónissos, caracterizadas como preservadas, são pitorescas e densas no topo da colina. O tráfego turístico de Alonissos é menor que Escíatos e Escópelos.
O ecossistema no lado norte da ilha está em boas condições. A foca-monge do Mediterrâneo (Monachus monachus) é comum em torno da ilha, e o Parque Marinho Alónissos foi criado para proteger essas focas e outros animais.

## Demografia
A população da ilha é de 2750, de acordo com Censo de 2011, enquanto é estimado que durante o pico da temporada de verão a população está aumentando muito.